# 동광주 나들목
동광주 나들목(E.Gwangju IC)은 광주광역시 북구 문흥동에 있는 호남고속도로의 10번 교차로이다. 나들목 진출입로는 광주광역시 북구 각화동에 연결되어 있다. 북구 일대로 진출 할 수 있으며, 인근에 광주선 광주역과 광주교육대학교가 있다.
과거에는 나들목 형태가 트럼펫형으로 양방향 모두 진출입이 가능하였으나, 2009년 12월 17일 문흥 분기점이 개통되면서 나들목의 형태 및 기능이 대폭 축소되어 현재는 논산 방면의 진입과 순천 방면의 진출만 가능하다.

## 연혁
- 1973년 11월 14일 : 호남고속도로 전주 ~ 순천 구간 개통과 함께 통행 개시[1]
- 2006년 1월 2일 : 2009년까지 나들목 구조 변경을 위해 광주광역시 도시계획시설 교통광장을 변경[2]
- 2009년 12월 17일 : 문흥 분기점 개통으로 인해 순천방향 진입로와 논산방향 진출로 폐쇄[3]

## 구조물 정보
- 위치: 광주광역시 북구 문흥1동, 문흥2동

## 접속하는 도로
- 동문대로 (국도 제29호선, 국가지원지방도 제55호선, 국가지원지방도 제60호선)
- 각화대로
- 간접 연결 : 제2순환로 (각화 나들목 이용)

## 주의사항
문흥 분기점 개통으로 인해 이 나들목의 대구, 부산, 순천, 담양, 창평 방향으로의 고속도로 진입로와 논산 방향에서 동광주 나들목 방향으로의 고속도로 진출로만 폐쇄된 상태이며, 대신 새로 개통 된 문흥 분기점을 이용하여야 한다.